# Alvaro Silvela de la Viesca
Álvaro Silvela de la Viesca y Casadó (Madrid, 1899-Madrid, 1972), diplomático español, marqués de Santa María de Silvela (GE), marqués del Castañar y conde de San Mateo de Valparaíso.

## Biografía
Hijo del abogado y político Francisco Agustín Silvela y Casadó y de María de la Concepción de la Viesca y Róiz, Dama de la Reina. Marqueses de Santa María de Silvela.
Contrajo matrimonio con Elisabeth Charlotte Pfeferle y Kurz-Deissler.
Ingresó en la carrera diplomática el 24 de julio de 1918. Desempeñó cargos de agregado diplomático en Roma (Italia), París (Francia) y Lisboa (Portugal); secretario de tercera clase del Ministerio de Asuntos Exteriores (España); secretario de segunda clase en Lisboa (Portugal), Tánger (Marruecos) y en la Embajada de España ante la Santa Sede; secretario de primera clase en los consulados de Trieste (Italia), Susak (Croacia) y Múnich (Alemania) y en la Embajada de España en Berlín (Alemania); cónsul adjunto en el Consulado General en Génova (Italia), continuando en este puesto como consejero de Embajada desde el 1 de enero de 1949; ministro plenipotenciario desde el 9 de octubre de 1951 y embajador de España en Tegucigalpa (Honduras) desde el 23 de noviembre de 1951.

### Condecoraciones

#### Civiles
- Caballero de la Orden de Carlos III
- Caballero de la Orden de Alfonso XII
- Caballero de la Orden Civil de Alfonso X el Sabio
- Encomienda de la Orden del Mérito Civil
- Encomienda de la Orden del Mérito Agrícola

#### Internacionales
- Gran cruz de la Orden del Santo Sepulcro de Jerusalén
- Caballero de la Orden de Malta
- Caballero de la Orden de la Corona de Italia
- Caballero de la Orden de la Corona de Bélgica
- Caballero de San Alejandro de Bulgaria
- Encomienda de la Orden de San Silvestre

#### Nobiliarias
- Caballero del Real Cuerpo de la Nobleza de Cataluña

### Publicaciones
- Castañar, marqués del (1936). POR LAS RUTAS DEL BALTICO AL PAIS DE LOS SOVIETS.. Madrid: Helios. Consultado el 19 de abril de 2024. «(GUION DE UN CRUCERO POR LAS COSTAS ESCANDINAVAS Y RUSIA)».
- Castañar, marqués del (1936). BAJO EL PALIO DE LA NOCHE BLANCA. Madrid: Helios. Consultado el 19 de abril de 2024. «(NOTAS DE UN CRUCERO POR LOS ESCENARIOS ARTICOS DE NORUEGA Y DEL SPITZBERG. JULIO-AGOSTO DE 1934)».

## El fondo documental Silvela
El denominado fondo Silvela es de excepcional interés pues en él aparece diversa correspondencia como diplomático en Europa Central durante la Segunda Guerra Mundial, al final de la cual parece que Álvaro Silvela quedó como único representante de España en Alemania.
Entre 1939 y 1945 asistió a acontecimientos de primer orden en Yugoslavia, Italia y Alemania, que se puede estudiar a través de los despachos que remite al Ministerio de Asuntos Exteriores.
Hay también informes sobre la situación de la Masonería en Honduras que elaboró durante su estancia como Embajador en el país centroamericano.